# Station Władysławowo
Station Władysławowo is een spoorwegstation in de Poolse plaats Władysławowo.